# Liste der Baudenkmäler in Offenberg
Auf dieser Seite sind die Baudenkmäler in der niederbayerischen Gemeinde Offenberg zusammengestellt. Diese Tabelle ist eine Teilliste der Liste der Baudenkmäler in Bayern. Grundlage ist die Bayerische Denkmalliste, die auf Basis des Bayerischen Denkmalschutzgesetzes vom 1. Oktober 1973 erstmals erstellt wurde und seither durch das Bayerische Landesamt für Denkmalpflege geführt wird. Die folgenden Angaben ersetzen nicht die rechtsverbindliche Auskunft der Denkmalschutzbehörde.

## Baudenkmäler nach Ortsteilen

### Offenberg
| Lage                                     | Objekt                              | Beschreibung | Akten-Nr.     | Bild                                |
| ---------------------------------------- | ----------------------------------- | --- | ------------- | ----------------------------------- |
| Graf-Bray-Straße 14 (Standort)           | Ehemalige Hoftaverne                | Zweigeschossiger stattlicher Steildachbau mit profiliertem Traufgesims, 17. Jahrhundert Nebengebäude, erdgeschossiger geschlämmter Bruchsteinbau mit Flachsatteldach, 19. Jahrhundert Kegelbahn, erdgeschossiger hölzerner Flachsatteldachbau über massivem Sockelgeschoss, 19./20. Jahrhundert | D-2-71-140-3  | Ehemalige Hoftaverne                |
| Schloßberg 1, Nähe Schloßberg (Standort) | Schloss Offenberg                   | Dreigeschossige barocke Dreiflügelanlage mit Stuckgliederung, von Ulrich Stöckl, Ende 17. Jahrhundert über spätmittelalterlichem Kern; mit Ausstattung Katholische Schlosskapelle St. Georg, kleiner barocker Saalraum mit Dachreiter, von Ulrich Stöckl, Weihe 1699; mit Ausstattung Ehemaliger Zehntstadel, später Marstall, langgestreckter Walmdachbau, bezeichnet mit 1721 Stallgebäude, Halbwalmdachbau mit Aufzugserker, 19. Jahrhundert Gärtnerhaus, zweigeschossiger kleiner Walmdachbau, 19. Jahrhundert | D-2-71-140-1  | weitere Bilder                      |
| Graf-Bray-Straße 12 (Standort)           | Ehemalige Schloss- und Dorfschmiede | Zweigeschossiger und traufständiger Massivbau mit Satteldach und Blendgiebeln, Erdgeschoss Bruchstein, 18. Jahrhundert, Aufstockung mit Ziegeln, wohl 1911 | D-2-71-140-22 | Ehemalige Schloss- und Dorfschmiede |

### Aschenau
| Lage                      | Objekt                       | Beschreibung                                                                                        | Akten-Nr.    | Bild                         |
| ------------------------- | ---------------------------- | --------------------------------------------------------------------------------------------------- | ------------ | ---------------------------- |
| Hauptstraße 29 (Standort) | Katholische Kirche Herz Jesu | Neugotischer unverputzter Hausteinbau mit eingezogenem Chor und Giebelreiter, 1885; mit Ausstattung | D-2-71-140-4 | Katholische Kirche Herz Jesu |

### Buchberg
| Lage                            | Objekt                                | Beschreibung | Akten-Nr.    | Bild                                  |
| ------------------------------- | ------------------------------------- | --- | ------------ | ------------------------------------- |
| Buchberger Straße 66 (Standort) | Katholische Filialkirche St. Leonhard | Barocker Saalraum mit Westturm, im Kern 15. Jahrhundert, 1674 barockisiert, Sakristei 18. Jahrhundert; mit Ausstattung | D-2-71-140-5 | Katholische Filialkirche St. Leonhard |

### Finsing
| Lage                  | Objekt        | Beschreibung                                                                            | Akten-Nr.    | Bild |
| --------------------- | ------------- | --------------------------------------------------------------------------------------- | ------------ | ---- |
| In Finsing (Standort) | Weilerkapelle | Teilweise verputzter Hausteinbau mit Dachreiter, Mitte 19. Jahrhundert; mit Ausstattung | D-2-71-140-7 | BW   |

### Himmelberg
| Lage                    | Objekt                              | Beschreibung | Akten-Nr.    | Bild           |
| ----------------------- | ----------------------------------- | --- | ------------ | -------------- |
| Himmelberg 1 (Standort) | Ehemaliges Sommerschloss Himmelberg | Zweigeschossiger barocker Walmdachbau mit eingebauter Schlosskapelle St. Paulus, Putzgliederung, großer Glockenreiter mit Zwiebelhaube, erbaut für den Mettener Abt Adalbert Tobiaschu, nach Plan von Albert Schöttl, 1757; mit Ausstattung | D-2-71-140-8 | weitere Bilder |

### Hubing
| Lage                  | Objekt        | Beschreibung                                          | Akten-Nr.    | Bild |
| --------------------- | ------------- | ----------------------------------------------------- | ------------ | ---- |
| Stegenfeld (Standort) | Weilerkapelle | Satteldachbau mit Giebelreiter, 1913; mit Ausstattung | D-2-71-140-9 | BW   |

### Kleinschwarzach
| Lage                         | Objekt                                           | Beschreibung | Akten-Nr.     | Bild           |
| ---------------------------- | ------------------------------------------------ | --- | ------------- | -------------- |
| Kleinschwarzach 9 (Standort) | Katholische Filialkirche St. Johannes der Täufer | Saalbau mit eingezogenem Chor, barockem Westturm und Vorzeichen, um 1400, im 18. Jahrhundert barockisiert; mit Ausstattung | D-2-71-140-10 | weitere Bilder |

### Neuhausen
| Lage                                | Objekt                            | Beschreibung | Akten-Nr.     | Bild           |
| ----------------------------------- | --------------------------------- | --- | ------------- | -------------- |
| Fritz-Schäffer-Straße 6 (Standort)  | Gasthaus                          | Zweigeschossiger, teilweise verputzter bzw. ausgemauerter Blockbau mit Flachsatteldach und Kniestock, Ende 18. Jahrhundert                            | D-2-71-140-12 | BW             |
| Ildefons-Lehner-Straße 8 (Standort) | Katholische Pfarrkirche St. Vitus | Neugotische Pfeilerbasilika mit eingezogenem Chor und barockem Westturm, im Kern spätgotisch, barocke Veränderungen 1726, 1876 Umbau; mit Ausstattung | D-2-71-140-11 | weitere Bilder |

### Penzenried
| Lage                    | Objekt        | Beschreibung                                                              | Akten-Nr.     | Bild |
| ----------------------- | ------------- | ------------------------------------------------------------------------- | ------------- | ---- |
| Penzenried 7 (Standort) | Weilerkapelle | kleiner Steildachbau mit Dachreiter, 19./20. Jahrhundert; mit Ausstattung | D-2-71-140-14 | BW   |